# Theskelomensor creon
Theskelomensor creon är en snäckart som beskrevs av Alan Solem 1958. Theskelomensor creon ingår i släktet Theskelomensor och familjen Helicarionidae. IUCN kategoriserar arten globalt som sårbar. Inga underarter finns listade i Catalogue of Life.